# Oligarch
Oligarch (Олигарх) è un film del 2002 diretto da Pavel Lungin.

## Trama
Il film racconta la storia dell'amore e del successo di un uomo d'affari russo.